# Válvula diafragma
As válvulas de diafragma constituem o terceiro tipo mais comum de válvulas de movimento linear. A haste da válvula é utilizada para empurrar para baixo uma membrana flexível, que, por sua vez bloqueia o caminho do fluido. São válvulas de aceleração on-off bidirecionais, usadas para controlar o fluxo de fluido através de regulação.
A principal vantagem de uma válvula de diafragma é o fato de que o diafragma isola as partes móveis da válvula a partir do processo de fluido. As válvulas industriais diafragma são, portanto, adequadas para lidar com fluidos agressivos e que contêm elementos sólidos. Além disso, como a montagem do diafragma não fica exposta ao líquido, pode ser feita a partir de materiais mais baratos, como ferro fundido, reduzindo assim o custo total de produção das válvulas.O desenvolvimento de materiais novos para a fabricação do diafragma permite que essas peças sejam usadas na maioria dos fluidos. A sua aplicação é limitada pela temperatura que o diafragma pode suportar, normalmente inferior a 175 ° C.
Muitas fabricantes de válvulas diafragma, como a Fukumaru, a Elan, a Valmaster e o Grupo KSB são fornecedoras de variados tipos de válvulas industriais que atendem a todo território nacional. As empresas fornecem válvulas para as mais diferentes finalidades, entre válvulas produzidas em ferro fundido, bronze, inox e propileno; revestidas com borracha natural, neoprene, ebonite, vidro, butil, polipropileno, halar, PVDF e PFA, além de suportarem de -50ºC a 175ºC de temperatura e pressão de vácuo até 230 psi (15,8 bar).
Originalmente, a válvula de diafragma foi desenvolvida para uso em aplicações não-higiênicas. Posteriormente, o projeto foi adaptado para uso na indústria bio-farmacêutica, utilizando materiais compatíveis que podem suportar métodos de higienização e esterilização.
As válvulas diafragma podem ser manuais ou automatizadas. Suas aplicações geralmente são como válvulas de corte em sistemas de processo de alimentos, bebidas, farmacêuticos e biotecnológicos.
A geração mais antiga destas válvulas não era adequada para regular e controlar os fluxos de processo, porém novos desenvolvimentos nesta área têm enfrentado com sucesso esse problema.